# 금광사
금광사(金光寺)는 평안북도 의주군 석숭산에 있는 사찰이다. 금강사(金剛寺)라고도 한다. 사찰과 산의 경관이 장려하여 의주금강(義州金剛)이라고도 불렸다. 건축된 연도는 정확히 알 수 없으나, 1848년에 중건되었다. 조선 말기의 건축 형태가 잘 나타나 있다.